# Piet Meerburgbrug
De Piet Meerburgbrug (brug 234) is een vaste brug in Amsterdam-Centrum.
De verkeersbrug ligt over een tweetal parallel liggende duikers. Die duikers verbinden een siervijver in de Hortus Botanicus Amsterdam met het water van de Nieuwe Keizersgracht. De brug vormt de verbinding tussen aan de westzijde het Hortusplantsoen en de noordelijke kade van de Nieuwe Keizersgracht en aan de oostzijde de Plantage Parklaan en het J.W. Overlooppad. Omdat de rijweg op de brug al een bocht noordwaarts maakt, werd de brug breder uitgevoerd, dan in het geval dat beide wegen in een rechte lijn lagen. Aan de westzijde van de brug staat aan de Nieuwe Keizersgracht een aantal rijksmonumenten, aan de overzijde staat een aantal gemeentelijke monumenten.
Het idee voor de brug ontstond eind 1876. Bij de gemeente Amsterdam kwam een verzoek binnen voor een “kortere gemeenschap” tussen de gebouwen aan de noordkade van de Nieuwe Keizersgracht en de Plantage Parklaan. Het obstakel vormde destijds de Muidergracht die hier doorliep tot aan de Nieuwe Herengracht. In het voorstel werden (voor die tijd) rigoureuze maatregelen nodig geacht:
- Het Sint Anthoniekerkhof moest plaatsmaken voor het Hortusplantsoen, dat voor het publiek toegankelijk zou worden (de Hortus Botanicus was dat niet)
- de Muidergracht zou aangeplempt worden, demping van de gracht was niet mogelijk; er moest ter plaatse een mogelijkheid voor watercirculatie blijven
- aan de noordzijde van de versmalde gracht zou dan een wandelbrug komen (de latere brug 233); aan de zuidzijde een duiker (de latere brug 234)
- aanleg van wegen door het Hortusplantsoen en een doorgang over de duikers.

In november 1877 lagen de bruggen er, aangevuld met een brug tussen de genoemde bruggen, de brug 232 (later omgedoopt tot Johan van Hulstbrug). Na de aanleg is er hier nauwelijks meer iets veranderd; het verkeersaanbod werd nooit groot. De brug ligt vrij onopvallend in het wegdek. De brug is alleen te herkennen aan de twee bakstenen balustrades. De zuidelijke daarvan heeft deels opengewerkte balustrades met daarop een natuurstenen leuning. De noordelijke balustrade bestaat alleen uit een dichte bakstenen muur, voor de versiering is er zowel horizontaal als verticaal metselwerk te zien. De duikers zijn te vinden onder ontspanningsbogen. De andere twee bruggen (bruggen 233 en 234) over de vijver zijn voor wat betreft uiterlijk sierlijker en werden beide tot rijksmonument bestempeld. 
De brug ging meer dan een eeuw zonder vernoeming door het leven. Op 12 september 2013 onthulden oud-burgemeester Ed van Thijn en toenmalige burgemeester Eberhard van der Laan een naamplaat op de brug; zij kreeg een vernoeming naar Piet Meerburg, die gedurende het Naziregime tijdens de Tweede Wereldoorlog talloze Joodse kinderen wist te redden uit de crèche tegenover de Hollandsche Schouwburg, een jonge Ed van Thijn was een van die kinderen. Na de oorlog bleef Meerburg theaterondernemer, directeur en producer van bijvoorbeeld musicals in Amsterdam.  
<<< · 200 · 201 · 202 · 203 · 204 · 205 · 206 · 207 · 208 · 209 ·  210 · 211 · 212 · 213 · 214 · 215 · 216 · 217 · 218 · 220 · 221 · 222 · 223 · 224 · 225 · 226 · 227 · 228 · 228P · 229 · 230 · 231 · 232 · 233 · 234 · 235 · 236 · 237 · 238 · 239 ·  240 · 241 · 242 · 243 · 244 · 245 · 246 · 247 · 248 · 249 ·  250 · 251 · 252 · 253 · 254 · 255 · 256 · 257 · 258 · 259 · 260 · 261 · 262 · 263 · 264 · 265 · 266 · 267 · 270 · 271 · 272 · 273 · 274 · 275 · 277 · 278 · 279 · 280 · 281 · 283 · 285 · 286 · 287 · 288 · 289 · 290 · 291 · 292 · 293 · 295 · 296 · 297 · 298 · 299 · >>>
Brugnummers 219, 268, 269, 276, 282, 284, 294 zijn niet (meer) in omloop.